# Clubiona qiyunensis
Clubiona qiyunensis là một loài nhện trong họ Clubionidae.
Loài này thuộc chi Clubiona. Clubiona qiyunensis được Yajun Xu, Yang & Da-xiang Song miêu tả năm 2003.